# Ernest Bickham Sweet-Escott
Ernest Bickham Sweet-Escott (Bath, 20 de agosto de 1857-9 de abril de 1941) fue un administrador colonial Británico.
Educado en la Escuela de la Armada Real, llegó a ser capitán naval en campañas en Nigeria. Fue nominado Administrador de Seychelles, en el océano Índico, entre 1899 y 1903, y se mantuvo en el poder con el nuevo título de Gobernador de la misma Colonia, por el período 1903-1904. El rey Eduardo VII le designó Gobernador de Antigua y Barbuda entre 1906 y 1912, cargo que abandonó para dirigirse al Pacífico Occidental, donde se desempeñaría hasta 1918 como Gobernador de la Comisión de Fiyi.

## Biografía
Sweet-Escott nació en Bath, como el quinto hijo del reverendo Hay Sweet-Escott, director del Somersetshire College de Bath y rector de Kilve, y de su esposa Eliza, hija del reverendo John Coombes Collins, vicario de St. John's Bridgwater. Fue educado en el Royal Somersetshire College de Bath, en la Bromsgrove School y en el Balliol College de Oxford. Desde 1881 fue profesor de estudios clásicos en el Colegio Real de Mauricio.
En 1886 se convirtió en secretario colonial adjunto en Mauricio y en 1889 fue ascendido a secretario colonial interino. Su siguiente destino fue en Honduras Británica desde mayo de 1893 hasta septiembre de 1898, cuando regresó para ocupar un puesto como secretario de gobierno interino en la Colonial Office.
Sweet-Escott se convirtió en administrador de las Seychelles en junio de 1899 y luego en gobernador de Seychelles cuando se creó el cargo de 1903 a 1904. Fue nombrado caballero en 1904 y gobernador de Honduras Británica del 15 de abril de 1904 al 13 de agosto de 1906. Desde 1906 hasta 1912 sirvió como gobernador de las Islas de Sotavento Británicas.
Sweet-Escott se convirtió en gobernador de Fiyi el 25 de julio de 1912, fungiendo a la vez también como Alto Comisionado y cónsul general de la región del Pacífico Occidental. Durante la Primera Guerra Mundial, un escuadrón alemán al mando de Maximilian von Spee estuvo a un día de distancia de Fiji. Sweet-Escott envió un mensaje a la flota australiana, luego a 2000 millas de distancia, que los alemanes interceptaron y Von Spee estaba convencido de que se dirigía a una trampa, se dio la vuelta y se rio del "tonto de un gobernador por delatar el espectáculo". El mandato de Sweet-Escott finalizó el 10 de octubre de 1918.
Se casó con Mary Jane Hunt el 14 de diciembre de 1881 y tuvo cinco hijos llamados Kathleen, Stanley Bickham, Norah Muriel, Hugh Bevil y Leslie Wingfield.